# Tonga na Zimních olympijských hrách 2018
Království Tonga se účastnilo Zimních olympijských her 2018 v Pchjongčchangu v Jižní Koreji od 9. do 25. února 2018. Do soutěží se kvalifikoval jediný sportovec, Pita Taufatofua, který již dříve svou zemi reprezentoval v taekwondu na Letních olympijských hrách 2016 v brazilském Rio de Janeiro. 

## Počty účastníků podle sportovních odvětví
Počet sportovců startujících v jednotlivých olympijských sportech:
| Sport         | Muži | Ženy | Celkem |
| ------------- | ---- | ---- | ------ |
| Běh na lyžích | 1    | 0    | 1      |
| Celkem        | 1    | 0    | 1      |

## Výsledky sportovců

### Běh na lyžích
Distanční závody - muži
| Závod       | Sportovci       | Klasicky | Klasicky | Volně | Volně  | Celkově | Celkově  | Celkově |
| Závod       | Sportovci       | Čas      | Pořadí   | Čas   | Pořadí | Čas     | Ztráta   | Pořadí  |
| ----------- | --------------- | -------- | -------- | ----- | ------ | ------- | -------- | ------- |
| 15 km volně | Pita Taufatofua |          |          |       |        | 56:41,1 | +22:57,2 | 114.    |